# 133745 Danieldrinnon
133745 Danieldrinnon è un asteroide della fascia principale. Scoperto nel 2003, presenta un'orbita caratterizzata da un semiasse maggiore pari a 2,9225401 UA e da un'eccentricità di 0,0653473, inclinata di 3,11366° rispetto all'eclittica.